# Neoborops vigilax
Neoborops vigilax är en insektsart som beskrevs av Philip Reese Uhler 1895. Neoborops vigilax ingår i släktet Neoborops och familjen ängsskinnbaggar. Inga underarter finns listade i Catalogue of Life.